# Championnat d'Italie de rugby à XV 1940-1941
Navigation
Serie A 1939-1940 Serie A 1941-1942
Le Championnat d'Italie de rugby à XV 1940-1941 oppose les treize meilleures équipes italiennes de rugby à XV. Le championnat débute en 1940 et se termine par une finale prévue en 1941. Après quatre saisons consécutives avec une poule unique, le championnat retrouve une formule avec deux groupes distincts : un groupe avec sept équipes et  un autre avec six équipes. Les deux meilleurs de chaque poule disputent les demi-finales, puis la finale entre les deux vainqueurs de ces demi-finales.
Le club de l'Amatori Milan est sacré champion grâce sa victoire contre le GUF Torino en finale 6 à 0. La phase finale se déroule à Busto Arsizio, commune située au nord-ouest de Milan.

## Équipes participantes
Les treize équipes sont réparties en deux groupes, de la façon suivante :
| Groupe A - Amatori Milan - GUF Torino - Rugby Torino - Padova - Battisti Genova - GUF Venezia - Rugby Rovigo | Groupe B - GUF Milan - GUF Bologna - GUF Parma - GUF Roma - GUF Napoli - Amatori Roma |

## Résultats

### Phase de groupe

#### Groupe A
Le Rugby Rovigo se retire de la compétition après son premier match.
| Rang | Club                    | J  | V | N | D  | Pm  | Pe  | Diff | Pts |
| ---- | ----------------------- | -- | - | - | -- | --- | --- | ---- | --- |
| 1    | Amatori Rugby Milan (T) | 10 | 9 | 1 | 0  | 313 | 40  | +273 | 19  |
| 2    | GUF Torino              | 10 | 7 | 1 | 2  | 97  | 64  | +33  | 15  |
| 3    | Rugby Torino            | 10 | 6 | 2 | 2  | 65  | 55  | +10  | 14  |
| 4    | Padova                  | 10 | 3 | 0 | 7  | 93  | 97  | -4   | 6   |
| 5    | Battisti Genova         | 10 | 3 | 0 | 7  | 50  | 146 | -96  | 6   |
| 6    | GUF Venezia             | 10 | 0 | 0 | 10 | 17  | 233 | -216 | -1¹ |
| 7    | Rugby Rovigo            | 0  | 0 | 0 | 0  | 0   | 0   | 0    | 0   |

¹GUF Venezia est sanctionné d'un point de pénalité.
|  | Qualifiés (no 1, no 2)   |
|  | T : tenant du titre 1940 |

Attribution des points :  victoire : 2, match nul : 1, défaite : 0.

#### Groupe B
| Rang | Club         | J  | V | N | D | Pm | Pe | Diff | Pts |
| ---- | ------------ | -- | - | - | - | -- | -- | ---- | --- |
| 1    | GUF Milan    | 10 | 7 | 2 | 1 | 98 | 30 | +68  | 16  |
| 2    | GUF Bologna  | 10 | 6 | 2 | 2 | 68 | 37 | +31  | 14  |
| 3    | GUF Parma    | 10 | 6 | 2 | 2 | 43 | 35 | +8   | 14  |
| 4    | GUF Roma     | 10 | 4 | 1 | 5 | 9  | 63 | -54  | 8¹  |
| 5    | GUF Napoli   | 10 | 2 | 0 | 8 | 18 | 74 | -56  | 4   |
| 6    | Amatori Roma | 10 | 1 | 1 | 8 | 27 | 59 | -32  | 1¹  |

¹GUF Roma a été sanctionné d'un point de pénalité et Amatori Roma de 2 points.
|  | Qualifiés (no 1, no 2) |

Attribution des points :  victoire : 2, match nul : 1, défaite : 0.

### Phase finale
La demi-finale entre le GUF Torino et le GUF Milan est rejouée puisque les 2 équipes ne peuvent se départager lors du 1er match (3 à 3).
|  | Demi-finales         | Demi-finales         |                        |   | Finale               | Finale               |
|  | Demi-finales         | Demi-finales         |                        |   | Finale               | Finale               |
|  |                      |                      |                        |   |                      |                      |
|  | 1936 à Busto Arsizio | 1936 à Busto Arsizio |                        |   | 1936 à Busto Arsizio | 1936 à Busto Arsizio |
|  | 1936 à Busto Arsizio | 1936 à Busto Arsizio |                        |   | 1936 à Busto Arsizio | 1936 à Busto Arsizio |
|  | [1] Amatori Milan    | 21                   |                        |   | 1936 à Busto Arsizio | 1936 à Busto Arsizio |
|  | [1] Amatori Milan    | 21                   |                        |   | 1936 à Busto Arsizio | 1936 à Busto Arsizio |
|  | [4] GUF Bologna      | 6                    |                        |   | 1936 à Busto Arsizio | 1936 à Busto Arsizio |
|  | [4] GUF Bologna      | 6                    | Amatori Milan          | 6 |                      |                      |
|  | 1936 à Busto Arsizio |                      | Amatori Milan          | 6 |                      |                      |
|  |                      | GUF Torino           | 0                      |   |                      |                      |
|  | [2] GUF Milan        | GUF Torino           | 0                      | 8 |                      |                      |
|  | [2] GUF Milan        |                      |                        | 8 |                      |                      |
|  | [3] GUF Torino       | 18                   |                        |   |                      |                      |
|  | [3] GUF Torino       | 18                   | Match pour la 3e place |   |                      |                      |
|  |                      |                      |                        |   |                      |                      |
|  | 1936 à Busto Arsizio |                      |                        |   |                      |                      |
|  |                      |                      |                        |   |                      |                      |
|  | GUF Milan            | 9                    |                        |   |                      |                      |
|  | GUF Milan            | 9                    |                        |   |                      |                      |
|  | GUF Bologna          | 0                    |                        |   |                      |                      |
|  | GUF Bologna          | 0                    |                        |   |                      |                      |

## Vainqueur
| Entraîneur |                        |                                                                    |
| Avants     | Pilier                 | Aloisio, Barzaghi IV, Brambilla IV, Centinari II, Dall'Ara, Ghezzi |
| Avants     | Talonneur              | Castano                                                            |
| Avants     | Deuxième ligne         | A. Barzaghi III, Cazzini, Meroni, Ricci                            |
| Avants     | Troisième ligne aile   |                                                                    |
| Avants     | Troisième ligne centre | Cova                                                               |
| Arrières   | Demi de mêlée          |                                                                    |
| Arrières   | Demi d'ouverture       | Sgorbati                                                           |
| Arrières   | Centre                 | Bevilacqua, Gorni, Poggi, Re Garbagnati, Tagliabue, Visentin       |
| Arrières   | Ailier                 | Campagna, Fava, Maffioli, Moretti, Parmagiani, Testoni, Zamboni    |
| Arrières   | Arrière                |                                                                    |